# Wolfgang Melchior Volland

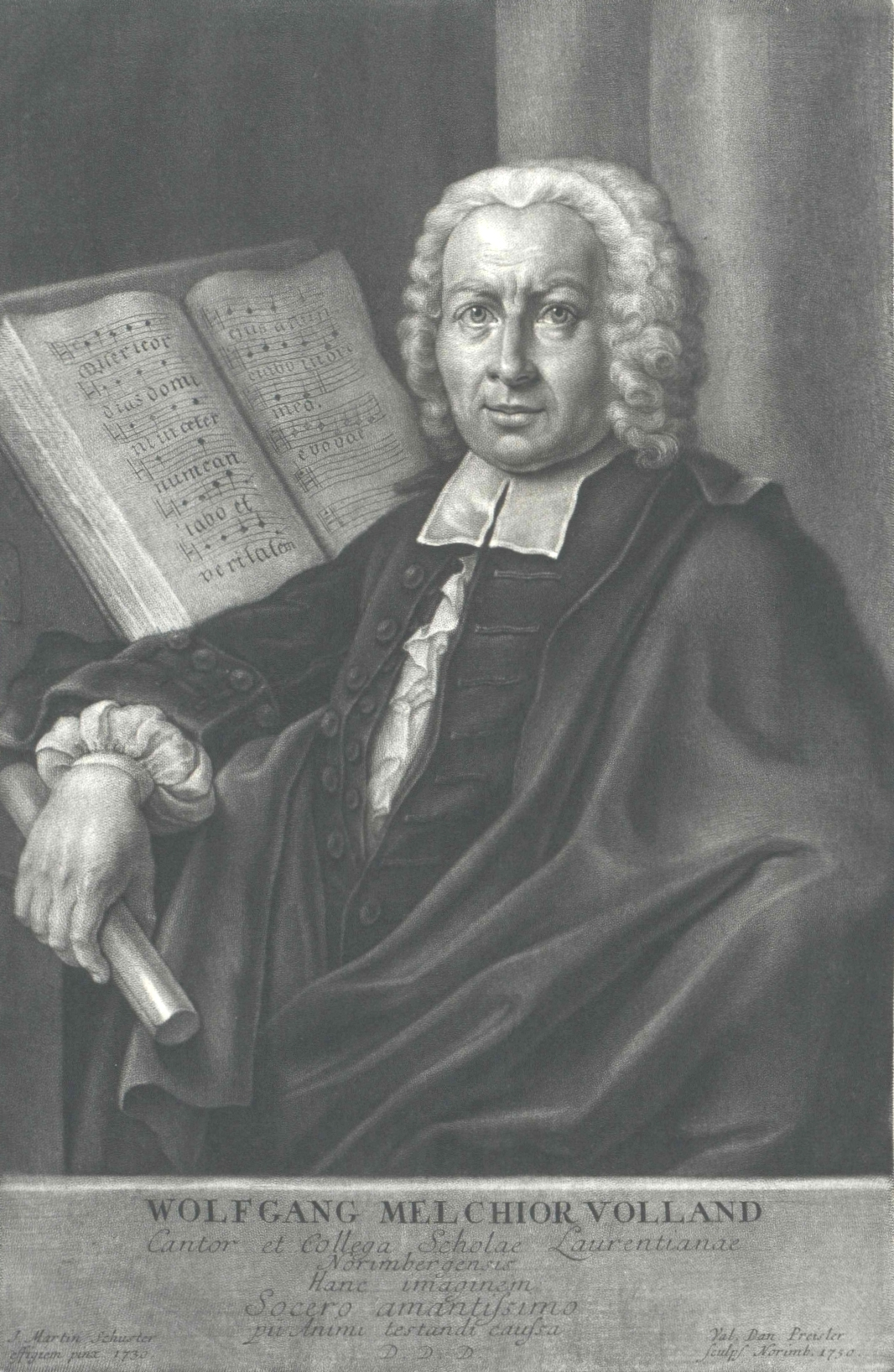
Wolfgang Melchior Volland, Stich von Valentin Daniel Preissler (1750)

Wolfgang Melchior Volland (* 30. Mai 1684 in Nürnberg; † 26. April 1756 ebenda) war ein deutscher Kantor und Komponist.
Wolfgang Melchior Volland war ein Sohn von Konrad Jakob Volland (1654–1687) und Christine Ernst (* 1655). 
Um 1730 war er Kantor an der St. Lorenzschule zu Nürnberg.
Seine Tochter Anna Felicitas (1720–1799) heiratete 1744 den Verleger Jacob Heinrich Franz (1713–1769), die Tochter Helena Rosina († 1784) heiratete 1728 den Nürnberger Goldschmied Isaak Daniel Waldt (1698–1774).